# Escuela Preparatoria Bellaire (Texas)
La Escuela Preparatoria Bellaire (Bellaire High School) es una escuela preparatoria (high school) en Bellaire, Texas, Estados Unidos, en Gran Houston. Es una parte del Distrito Escolar Independiente de Houston (HISD por sus siglas en inglés). Sirve a algunos barrios en Houston, la Ciudad de Bellaire, y una parte de la ciudad de Southside Place.
A partir de 2005 la escuela tenía muchos finalistas del National Merit Scholarship Program. En 1998 Jay Mathews, el autor de Class Struggle, dijo que la Preparatoria Bellaire fue una de las mejores preparatorias de Houston.

## Historia

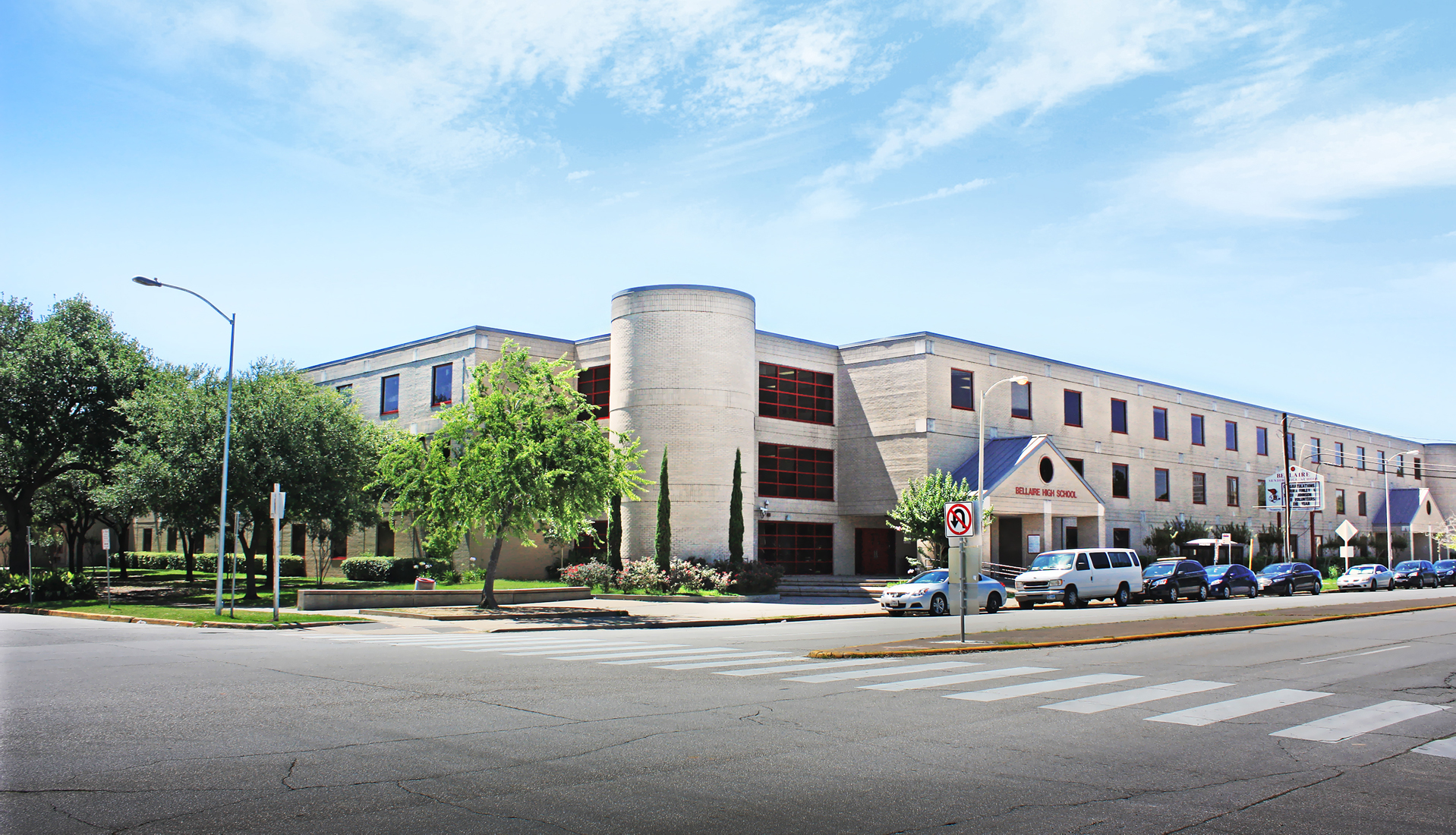
Antigua plantel

La escuela se abrió en 1955.Tenía el apodo "Hebrew High" por el gran número de estudiantes judíos.
En 1980, la escuela estableció programas del Bachillerato Internacional. En 1987 tenía clases de árabe, chino, francés, alemán, hebreo, latín, ruso y español.
En 1980, el área de asistencia de la Preparatoria Bellaire ganó familias más ricas que se trasladaron a casas de nueva construcción y familias de bajos ingresos que se trasladaron a apartamentos. Por lo tanto, apareció una disparidad en los estudiantes de la preparatoria.

## Deportes
Ahora la Preparatoria Lamar era su escuela rival en competiciones atléticas.